# Янгельское сельское поселение
Янгельское се́льское поселе́ние — муниципальное образование в Агаповском районе Челябинской области Российской Федерации. В рамках административно-территориального устройства соответствует административно-территориальная единица Янгельский сельсовет. 
Административный центр — посёлок Янгельский.

## История
Статус и границы сельского поселения установлены Законом Челябинской области от 26 августа 2004 года № 259-ЗО «О статусе и границах Агаповского муниципального района и сельских поселений в его составе»

## Население
| 1995  | 2002  | 2010  | 2011  | 2012  | 2013  | 2014  |
| ----- | ----- | ----- | ----- | ----- | ----- | ----- |
| 2211  | ↘2128 | ↘2073 | ↗2075 | ↘2039 | ↘1978 | ↘1908 |
| 2015  | 2016  | 2017  | 2018  | 2019  | 2020  | 2021  |
| ↘1889 | ↗1918 | ↘1889 | ↘1888 | ↘1862 | ↘1849 | ↘1719 |
| 2023  |       |       |       |       |       |       |
| ↘1642 |       |       |       |       |       |       |

## Состав сельского поселения
| № | Населённый пункт | Тип населённого пункта          | Население |
| - | ---------------- | ------------------------------- | --------- |
| 1 | Новоянгелька     | посёлок                         | ↗626      |
| 2 | Пещерная         | посёлок железнодорожной станции | ↘30       |
| 3 | Янгельский       | посёлок, административный центр | ↘1417     |